# Connah's Quay

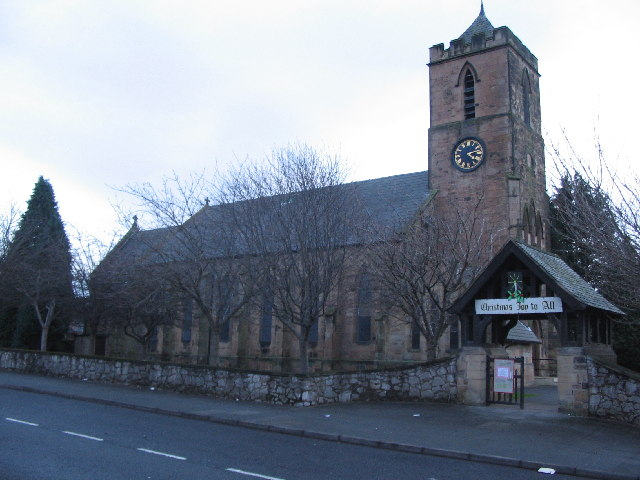
La Iglesia de San Marco en Connah's Quay.

Connah's Quay (galés: Cei Connah) es una villa galesa en el este del condado de Flintshire, cerca de la frontera con el condado inglés de Cheshire. La villa esta a la boca del río Dee. En el censo de 2001 Connah's Quay tuvo una población de 16.526 y por eso es la localidad más grande de Flintshire.
Connah's Quay era conocido como New Quay (Nuevo Muelle), pero había confusión debido a otras localidades británicas y el nombre fue cambiado después de 1860. No es conocido la identidad de Connah. El puerto de la villa exportaba la cerámica de Buckley, y tenía un astillero. 
El ruido de Wepre Brook, un arroyo cerca de Connah's Quay, fue grabado por The Stone Roses en 1994 como la introducción para su segunda álbum, Second Coming. Connah's Quay fue mencionado en las letras de la canción Imaginary Friend por la banda galesa Catatonia.
El Connah's Quay Nomads Football Club fue fundado en 1946 y fue un fundador de la Premier League de Gales en 1992. Fue relegado en 2010 por la primera vez y volvió en 2012 después de ganar el Cymru Alliance.